# يحيى إمريك
يحيى إمريك هو رئيس سابق للمؤسسة الإسلامية في أمريكا الشمالية، ونائب مدير مدرسة إسلامية، ومؤلف مسلم. وقد كتب العديد من المقالات والأعمال الروائية التي تم نشرها في أمريكا الشمالية وخارجها.

## الحياة
ولد إمريك في عائلة مسيحية بروتستانتية أمريكية، وتحول إلى الإسلام في عام 1989 بينما كان طالباً في جامعة ولاية ميشيغان. حصل فيما بعد على شهادة دراسات عليا في التاريخ.
عمل إمريك كمحاضر مسلم ومعلم وإمام في الصلاة، لكن شهرته جاءت كمؤلف. أسس (أميرة للنشر) في عام 1992، من أجل تعزيز هدفه المتمثل في نشر الأدب الأمريكي حول الإسلام. تم توزيع دليل إمريك الكامل لفهم الإسلام في جميع أنحاء العالم من قبل (كتب ألفا)، في حين تم تصنيف كتب روايات الأحداث الخاصة به من بين الأمثلة الأولى لنوع الخيال الإسلامي. من عام 1998 حتى عام 2008 تم نشر جميع كتبه بواسطة شركة نورارت.

## كتبه
- أكمل دليل لفهم الإسلام
- حياة حرجة: محمد
- التعرف على الإسلام
- أكمل دليل لتأمل الرومي
- معنى القرآن الكريم في اللغة الإنجليزية اليوم
- كتابي الأول عن الإسلام
- What Islam is All About
- البحار المتسول وقصص أخرى
- كيف تخبر الآخرين عن الإسلام
- أحمد الدين ولعنة المحارب ازتيك
- أحمد الدين والجن في شاولين
- ليلى الدين وقضية رمضان المارقة
- القرآن الكريم لأطفال المدارس
- الشباب المسلم يتكلم
- تلوين وتعليم صلاح
- في سبيل النبي الكريم
- امتحان الماجستير لما يدور حوله الإسلام
- امتحان الماجستير للتعلم عن الإسلام
- كتابي الأول عن الإيمان
- Full Circle: كتاب القصة والتلوين
- إيزابيلا: فتاة إسبانيا المسلمة
- ليلى الدين ومسابقة الشعبية